# Giák Tamás
Giák Tamás (Miskolc, 1990. április 2. –) magyar labdarúgó, kapus.

## Pályafutása

### Diósgyőr
A játékos saját nevelése a klubnak, 2009 februárjától a felnőtt csapat keretének harmadik számú kapusa, majd NB II-be kerülés után második számú. Pályára eddig az első osztályban egy, míg a másodosztályban két mérkőzésen szerepelt. 2010 augusztusában a REAC vendégeként a rövid cserepad miatt hátvédként játszott, és majdnem gólt lőtt, míg az utolsó őszi fordulóban már, mint kapus váltotta Radost sérülés miatt.

### Eger
2012 februárjában Egerbe szerződött. Mindössze egy mérkőzésen védett és 2012 nyarán Ausztriába igazolt.

## Külső hivatkozások
- Giák Tamás adatlapja a DVTK honlapján
- Giák Tamás adatlapja a HLSZ honlapján

1. ↑  nemzetisport.hu: NB II: fiatal kapussal erősítette meg keretét az Egri FC
2. ↑  nemzetisport.hu: Eger: Ausztriába távozik a mellőzött kapus